# Sompérékou
Sompérékou è un arrondissement del Benin situato nella città di Banikoara con 25 402 abitanti (dato 2013).